# دیوال
دیوال یک منطقهٔ مسکونی در افغانستان است که در ولایت بامیان واقع شده‌است.